# Espinasse (Puy-de-Dôme)
Espinasse é uma comuna francesa na região administrativa de Auvérnia-Ródano-Alpes, no departamento de Puy-de-Dôme. Estende-se por uma área de 23,95 km². Em 2010 a comuna tinha 297 habitantes (densidade: 12,4 hab./km²).